# Un pèlerin passionné
Un pèlerin passionné (titre original : A Passionate Pilgrim) est un roman court d'Henry James, paru en mars 1871 dans The Atlantic Monthly, et repris en volume quatre ans plus tard chez Osgood, à Boston.
Cette longue nouvelle aborde, pour l'une des premières fois, le thème international, sujet jamesien par excellence concernant les rapports entre le Vieux Continent et le Nouveau Monde. Il s'agit également de l'une des rares nouvelles de jeunesse, et de la toute première, que James ait décidé de conserver lors du choix fait pour la publication de la New York Edition qui devait rassembler ses meilleures œuvres.   

## Résumé
Dans une vieil hôtel de Londres, le narrateur rencontre Clement Searle, un ami américain, qui souhaite depuis longtemps s’installer en Angleterre pour fuir le mode de vie qu'il considère austère de son pays natal.  Son séjour est pourtant assombri par des ennuis de santé et des difficultés dans ses affaires, notamment pour acquérir un domaine dont l’actuel propriétaire, un lointain membre de sa famille nommé Richard Searle, n’entend pas se départir. 
En visite à la propriété, le narrateur et Clement Searle rencontrent d’abord Miss Searle, la sœur de Richard, qui est de tout cœur avec le nouveau venu. Mais c’est sans compter l’obstination hostile et agressive de son frère. Aussi, devant une situation qui paraît sans issue, Clement Searle et le narrateur choisissent-ils de se rendre à Oxford pour renseigner un gentleman qui désire voyager en Amérique.
Peu à peu, Clement Searle constate que sa santé décline au point qu'il décide d'en faire part dans une lettre à Miss Searle qui lui répond que son frère a fait une chute mortelle de cheval et que la propriété pourrait maintenant être sienne. L’événement arrive toutefois trop tard pour l’Américain qui meurt et est enterré dans cette Angleterre aimée qui lui donna si peu en retour.

## Traductions françaises
- Un pèlerin passionné, traduit par Jean Pavans, dans Nouvelles complètes, tome I, Paris, Éditions de la Différence, 1990 ; réédition dans Le Siège de Londres : et cinq autres nouvelles, Paris, La Différence, coll. « Minos », 2011
- Un pèlerin passionné, traduit par Max Duperray, dans Nouvelles complètes, tome I, Paris, Gallimard, coll. « Bibliothèque de la Pléiade », 2003

## Sources
- Tales of Henry James: The Texts of the Tales, the Author on His Craft, Criticism sous la direction de Christof Wegelin et Henry Wonham (New York: W.W. Norton & Company, 2003)  (ISBN 0-393-97710-2)
- The Tales of Henry James par Edward Wagenknecht (New York: Frederick Ungar Publishing Co., 1984)  (ISBN 0-8044-2957-X)